# Walking on Air (canção de Kerli)
"Walking on Air" é uma canção da cantora estoniana Kerli contida no seu primeiro álbum de estúdio, Love Is Dead (2008). Foi originalmente incluída no seu extended play (EP) epônimo de 2007 e lançada como o seu single de estreia em 10 de setembro de 2008. Composta por Kerli e Lester Mendez, com produção do último, é uma autobiografia da artista.
Recebeu críticas positivas pela interpretação de Kerli e teve um desempenho moderado nas tabelas de sucesso da Europa. Atingiu o número 75 na European Hot 100 e entrou em listas de países como Alemanha, Bélgica, Suíça e Áustria, tendo a sua posição máxima — vinte — na italiana FIMI. Apresentações da canção ocorreram em eventos como os Scream Awards de 2008. Seu vídeo acompanhante foi dirigido por Agressive e venceu a categoria Aasta muusikavideo na premiação estoniana Eesti Muusikaauhinnad. "Walking on Air" foi eleita a 25.ª melhor música de 2008 pelo jornal New York Post.

## História e composição
Kerli revelou que a inspiração de "Walking on Air" veio de uma história que sua mãe contava quando era criança:

No escuro, escuro mundo havia uma escura, escura cidade, e na escura, escura cidade havia uma escura, escura casa e na escura, escura casa havia um escuro, escuro quarto, e no escuro, escuro quarto havia um escuro, escuro armário, e no escuro, escuro armário havia uma caixa branca.

Ela também disse a respeito: "Esta canção é sobre essa pequena garota assustadora que vem de um pequeno lugar assustador, tem o seu grande sonho e ela ama música, mas ninguém acredita nela." A cantora dedicou a música aos seus fãs, que é uma autobiografia da própria e, de acordo com a artista, tende a ser uma obra que faça as pessoas relacionarem-se. "Esta canção é apenas sobre enfrentar obstáculos. Quando o refrão começa, é como se, quando tu sentires-o, acreditarás nele, como se não importasse o que queiras fazer, mas se deres uma chance, estarás flutuando. É a respeito de trazer esperança." Os gatos, chapeus e cadeiras de balanço referenciados são da sua infância. Foi notado que a faixa começa com uma "canção de ninar assustadora tocada em teclado e continua até chegar ao seu grande refrão".
Exemplos de versos de "Walking on Air" são "Pequena garota assustadora/ Ah, ela ama cantar/ Ela tem um pequeno dom —  algo surpreendente" e "Ela irá e incendiará o mundo/ Ninguém nunca pensou que ela poderia fazer isto". Kerli contou que a ideia da canção começou quando estava em estúdio, durante a sua primeira vez em Los Angeles, gravando seu álbum e, então, imaginou a melodia e o conceito da faixa.

## Recepção crítica
| Críticas profissionais | Críticas profissionais |
| Avaliações da crítica  | Avaliações da crítica  |
| Fonte                  | Avaliação              |
| ---------------------- | ---------------------- |
| About.com              | Positiva               |
| Allmusic               | Positiva               |
| Billboard              | Positiva               |
| Slant                  | Positiva               |
| Artistdirect           | Positiva               |
| Los Angeles Times      | Mista                  |

"Walking on Air" recebeu, em sua maioria, comentários positivos a partir de críticas do EP Kerli e do álbum Love Is Dead. A página de música AbsolutePunk notou que "com os seus mais suavizados vocais e animados ritmos sintetizados, mostra um lado mais doce [da artista] cantando e poderia servir para qualquer uma das próximas canções de The Postal Service", assim como "insinuações do sotaque estoniano de Kerli brilham em um jeito charmoso, mostrando a sua mais fácil (e elegante) interpretação vocal do disco". A resenha terminou apreciando a canção por encontrar a artista despindo-se do seu exterior desgastante e construindo um benfeito trabalho musical."
Heather Phares, do Allmusic, comentou a respeito da cantora através da faixa: "A canção é o melhor exemplo de sua sonoridade fantasmagórica, porém positiva: o seu leve sotaque estoniano acrescenta uma sutilidade penetrante de certa maneira infantil, vocais auxiliares sussurrantes que soam como se viessem de bonecas cantantes que pairam em sons de breakbeat deslizantes, enquanto a ponte melancólica, carregada de [instrumentos de] sopro e de cordas poderia ter sido emprestada de Selmasongs, de Björk. Apesar de sua teatralidade, é uma canção surpreendentemente sutil e ainda cativante."
Ben Norman, do portal About.com, fez uma nota sobre a canção e os seus remixes: "A instrumentação é tenebrosa e se encaixa na embalagem do álbum perfeitamente, enquanto a letra definitivamente incorpora o espírito de ultrapassar os seus obstáculos. Não importa o quão estranho e solitário tu estejas, conseguirás alcançar. Para uma garota gótica, a mensagem é extremamente fora do lugar, todavia serve perfeitamente em meio ao Dia das Bruxas que é "Walking on Air". A Island Records fez uma fantástica jogada a respeito de "Walking" ao lançarem misturas de dance music de Ralphi Rosario & Craig J, Josh Harris, Lindebergh Palace e Armin van Buuren." De acordo consigo, "a vencedora aqui é a mais assustadora faixa de Armin van Buuren, capturando alguns dos melhores elementos vocais da faixa e transformando-nos em uma beleza de trance".
A revista Billboard relatou que "é transmitida com uma voz doce, ainda misteriosa". Sal Cinquemani, da Slant, chamou a faixa de "uma das melhores canções do álbum", ao lado de "Love Is Dead" e "The Creationist". Rick Florino, do Artistdirect, afirmou que "Walking on Air" é "iluminante musicalmente". O Los Angeles Times descreveu que "tem uma melodia de sinos atraente" e que é a "que melhor mostra a voz de Kerli".

## Vídeo musical

### Desenvolvimento

Kerli na cena em que está deitada em uma cama de pedras e suas lágrimas transformam-se em borboletas.

O vídeo de "Walking on Air" teve direção de Aggressive, dupla formada por Alex Topaller e Dan Shapiro, e foi lançado em 20 de maio de 2008 na página virtual da MTV. Em uma entrevista, Kerli disse ter criado um livro seu quando foi contratada pela gravadora Island Records, no qual colecionava todas as imagens de como queria que seu cabelo, sapatos e outras características aparecessem. Mandou-o, então, para os diretores e juntou-se a eles para criar o conceito desejado.

### Sinopse
O vídeo começa com um homem deixando uma caixa de presente na entrada de uma casa. Depois de ele ir embora, Kerli abre-a e encontra uma boneca ball-jointed doll. Ao entrar no local, a cantora liga uma televisão que mostra somente um olho visualizando a sala onde está. Ela, então, acende um fósforo e joga-o na lareira, de onde começam a crescer flores de lótus. A seguir, liga o ventilador de teto que precede a girar a sala enquanto Kerli começa a dançar.
Na cena seguinte, Kerli está em uma cozinha onde as paredes são uma floresta e ela aparece em um vestido preto. As janelas estão fechadas por tijolos e neve sai de um guarda-chuva. Ela abre um forno extremamente congelado por dentro, onde há um frango assado. Logo após, leva o alimento a uma geladeira que está pegando fogo. Sucessivamente, Kerli aparece em seu quarto deitada em uma cama de pedras assim que ela começa a chorar e suas lágrimas flutuam no ar, transformam-se em borboletas. Outro quadro é quando a cantora está com um pássaro em uma gaiola e está sentado de cabeça para baixo. De volta à cena anterior, o homem  do início aparece do lado oposto do espelho de Kerli assim que instrui ela a juntar-se a ele. A boneca ball-jointed doll de antes é uma mulher de tamanho real e está controlando as cordas da artista, que é no momento uma marionete. Depois que Kerli, em uma forma de miniatura, canta a ponte da canção, é colocada em uma caixa onde tem suas cordas cortadas e os tijolos das janelas, assim, são derrubados mostrando o sol.
No final, Kerli acorda e descobre que uma corda está presa ao seu braço. Ela procede a olhar para a câmera que revela estar na caixa de presente de antes e a boneca em tamanho real está segurando-a enquanto senta uma cadeira de balanço.

### Conceito
Kerli comentou sobre o significado do vídeo: "É como um Alice no País das Maravilhas sombrio e tudo é diferente e estranho na casa dela do que as coisas normalmente são. Isto representa como as coisas são em minha mente." Também, disse que os detalhes foram muito importantes para si como o plano de fundo e a maquiagem, além da televisão que tem um olho, demonstrando o contrário: o aparelho olhando para si. A mesma representa o olho que tudo vê de Deus. A artista escolheu as flores de lótus rosas que saem da lareira porque elas "são as únicas que crescem na lama", o que representa para si "ultrapassar obstáculos".
Ela contou que o fundo de uma das cenas é uma floresta estoniana e o seu sobrenome em seu país, Kõiv, significa "bétula", e decidiu preenchê-lo com várias árvores do gênero. A cama de rochas utilizada foi, de acordo consigo, "uma das piores experiências de todas", pois teve de ficar deitada nela durante algum tempo e ser levantada por outra pessoa devido à dor, mesmo havendo escolhido estes objetos porque coleciona-os e acredita que "carregam a energia de milhões e milhões de anos". As janelas fechadas com tijolos representam "repressão", enquanto as suas lágrimas, "a tristeza".

## Apresentações ao vivo e uso na mídia
Kerli fez severas apresentações de "Walking on Air". Uma das mais notáveis foi em 18 de outubro de 2008, na premiação cinematográfica Scream Awards, estabelecida no anfiteatro Greek Theater, de Los Angeles, Califórnia. O concerto rendeu à cantora a primeira capa do jornal Los Angeles Times do dia seguinte e o reconhecimento do cineastra Tim Burton.
No mesmo ano, a cantora foi destacada pelo especial Yahoo! Music’s Who’s Next?: Critical Eye, ao qual concedeu uma entrevista e interpretou a faixa, assim como no programa televisivo Morning News, do canal WGN-TV.
Ela também promoveu a música em 2009, no 50.° aniversário do festival musical europeu The Dome. Em 12 de julho de 2009, apresentou-se no festival estoniano Õllesummer com "Walking on Air", a última de seu repertório, e outras canções para uma plateia de 9 mil pessoas, tendo recebido críticas favoráveis da imprensa. Em 5 de agosto de 2011, a artista cantou "Walking on Air" e "Army of Love" no festival Lollapalooza.
"Walking on Air" foi tocada durante a apresentação de Derek Hough e Jaimie Goodwin no programa de competição de dança Dancing with the Stars em 6 de maio de 2013.

## Listas de faixas
"Walking on Air" foi lançado em um EP de remixes digital com cinco faixas no total através de lojas virtuais como a iTunes. O CD single conta com uma edição de rádio da canção e uma versão mais curta do remix "Armin van Buuren Club Mix".
| CD single |                                              |         |  |
| N.º       | Título                                       | Duração |  |
| 1.        | "Walking on Air" (edição de rádio)           | 3:49    |  |
| 2.        | "Walking on Air" (Armin van Buuren Club Mix) | 3:25    |  |

| EP de remixes digital |                                                      |         |  |
| N.º                   | Título                                               | Duração |  |
| 1.                    | "Walking on Air" (Ralphi Rosario & Craig J Club Mix) | 9:46    |  |
| 2.                    | "Walking on Air" (Josh Harris Club Mix)              | 8:06    |  |
| 3.                    | "Walking on Air" (Lindbergh Palace Full Mix)         | 6:23    |  |
| 4.                    | "Walking on Air" (Armin van Buuren Club Mix)         | 7:43    |  |
| 5.                    | "Walking on Air" (Ralphi Rosario Big Dub)            | 9:32    |  |

## Créditos
- Composição – Kerli Kõiv, Lester Mendez
- Produção e arranjos – Lester Mendez
- Mistura – Neal Pogue
  - Assistente de mistura - Charlie Wilson, Jr.
- Engenharia - Joe "J-Wo" Wohlmuth, John Ewing
  - Assistente de engenharia - Keith Gretlein
- Cordas - Sonus Quartet

Créditos adaptados do encarte do álbum Love Is Dead.

## Desempenho nas tabelas musicais
O single "Walking on Air" teve a sua estreia em tabelas de sucesso ao atingir o número 37 na sueca Schweizer Hitparade, em 2008, e 32 em ambas regiões da Bélgica, Flandres e Valônia, pela Ultratop, no mesmo e no seguinte ano, respectivamente. Continuou desempenhando-se em 2009 na 35.ª posição da lista austríaca Ö3 Austria Top 40. Na Alemanha, alcançou a vigésima quinta colocação em sua primeira semana na Media Control AG, enquanto teve o seu melhor pico na italiana FIMI, no vigésimo lugar. Ficou duas semanas na compilação musical da Europa, a European Hot 100, com o posto máximo de 75.
| Tabela (2008–09)                  | Melhor posição |
| --------------------------------- | -------------- |
| Alemanha (Media Control AG)       | 25             |
| Bélgica (Ultratop 50 da Flandres) | 32             |
| Bélgica (Ultratop 40 da Valônia)  | 32             |
| Itália (FIMI)                     | 20             |
| Suíça (Schweizer Hitparade)       | 37             |
| União Europeia (European Hot 100) | 75             |
| Áustria (Ö3 Austria Top 40)       | 35             |

## Histórico de lançamento
"Walking on Air" foi lançada em rádios Top 40 dos Estados Unidos em julho de 2008 e internacionalmente através do formato download digital em 10 de setembro de 2008. Em 14 de outubro de 2008, um extended play (EP) digital contendo remixes da canção foi disponibilizado no mercado norte-americano. A edição física (CD) do single foi lançada em países europeus durante 2009, com distribuição pelo Universal Music Group.
| País           | Data                   | Formato          | Gravadora       |
| -------------- | ---------------------- | ---------------- | --------------- |
| Estados Unidos | 15 de julho de 2008    | Rádios Top 40    | Island Records  |
| Austrália      | 10 de setembro de 2008 | Download digital | Universal Music |
| Brasil         | 10 de setembro de 2008 | Download digital | Universal Music |
| Dinamarca      | 10 de setembro de 2008 | Download digital | Universal Music |
| Espanha        | 10 de setembro de 2008 | Download digital | Universal Music |
| Finlândia      | 10 de setembro de 2008 | Download digital | Universal Music |
| França         | 10 de setembro de 2008 | Download digital | Universal Music |
| Irlanda        | 10 de setembro de 2008 | Download digital | Universal Music |
| Japão          | 10 de setembro de 2008 | Download digital | Universal Music |
| México         | 10 de setembro de 2008 | Download digital | Universal Music |
| Noruega        | 10 de setembro de 2008 | Download digital | Universal Music |
| Países Baixos  | 10 de setembro de 2008 | Download digital | Universal Music |
| Portugal       | 10 de setembro de 2008 | Download digital | Universal Music |
| Suíça          | 10 de setembro de 2008 | Download digital | Universal Music |
| Áustria        | 10 de setembro de 2008 | Download digital | Universal Music |
| Estados Unidos | 14 de outubro de 2008  | Download digital | Island Records  |
| Itália         | 14 de novembro de 2008 | Download digital | Universal Music |
| Suécia         | 13 de janeiro de 2009  | Download digital | Universal Music |
| Eslováquia     | 5 de fevereiro de 2009 | CD single        | Universal Music |
| Alemanha       | 6 de fevereiro de 2009 | Download digital | Universal Music |
| Bélgica        | 6 de fevereiro de 2009 | CD single        | Universal Music |
| Áustria        | 17 de abril de 2009    | CD single        | Universal Music |
| Alemanha       | 17 de abril de 2009    | CD single        | Universal Music |
| Croácia        | 17 de abril de 2009    | CD single        | Universal Music |
| Eslovênia      | 17 de abril de 2009    | CD single        | Universal Music |
| Sérvia         | 17 de abril de 2009    | CD single        | Universal Music |